# Скорбященская церковь при Старо-Екатерининской больнице
Храм иконы Божией Матери «Всех Скорбящих Радость» при Старо-Екатерининской больнице — православная церковь в Москве, относится к Сретенскому благочинию Московской епархии Русской православной церкви (улица Щепкина, 61/2, стр. 25). Церковь построена в стиле русских храмов XVII века на территории Старо-Екатерининской больницы (в настоящее время — больница областного клинического НИИ им. М. Ф. Владимирского).
Богослужения совершаются во воскресным и праздничным дням и только в нижнем храме, освящённом во имя святителя Павла Исповедника, патриарха Константинопольского. Настоятель храма протоиерей Александр Константинов. Объект культурного наследия народов России регионального значения

## История
Домовой храм при Екатерининской больнице существовал с XVIII века, но не имел отдельного здания. Новый храм в отдельно стоящем здании в саду больницы был построен в 1896—1899 годы по проекту архитектора В. П. Десятова в память бракосочетания и коронования императора Николая II и императрицы Александры Фёдоровны. Денежные средства на постройку храма были выделены фабрикантом А. П. Кавериным.
Пятиглавый двухэтажный храм был построен в стиле русских церквей XVII века с шатровой колокольней. Верхний храм в честь иконы Божией Матери «Всех Скорбящих Радость» был освящён 3 ноября 1899 года. В нём находился четырёхъярусный иконостас, выполненный мастером И. И. Терезою, а стены имели росписи работы М. А. Полетаева. Церковная утварь для храма была изготовлена мастерской И. П. Хлебникова. Нижний храм святителя Павла Исповедника был освящён 10 ноября того же года в качестве храма для отпевания усопших.
Храм был закрыт в 1922 году, была снесена колокольня и главы. Здание использовалось под больничные нужды.
Богослужения возобновились 8 марта 1997 года. В 2006 году была восстановлена колокольня храма.
В конце мая 2016 года по инициативе местных властей начался самовольный снос старинной ограды храма, который был остановлен градозащитниками. Ограда внесена в Красную книгу Архнадзора (электронный каталог объектов недвижимого культурного наследия Москвы, находящихся под угрозой).